# Hellwege
Hellwege ist eine niedersächsische Gemeinde in der Samtgemeinde Sottrum im Landkreis Rotenburg (Wümme) mit 1114 Einwohnern und  liegt an der Wümme.

## Geographie

### Nachbargemeinden
Hellwege grenzt an Ahausen im Osten, Sottrum im Norden, Ottersberg im Westen und Langwedel im Süden. Die beiden letztgenannten liegen im Landkreis Verden.

### Gemeindegliederung
Zur Gemeinde Hellwege gehören die Orte Auf der Meente, Breitenfeldermoor und Stelle.

## Geschichte
Hellwege wurde 1275 erstmals urkundlich erwähnt.

## Politik

### Gemeinderat
Der Rat der Gemeinde Hellwege besteht aus elf Ratsfrauen und Ratsherren. Dies ist die festgelegte Anzahl für die Mitgliedsgemeinde einer Samtgemeinde mit einer Einwohnerzahl zwischen 1.001 und 2.000 Einwohnern. Die Ratsmitglieder werden durch eine Kommunalwahl für jeweils fünf Jahre gewählt. Die aktuelle Amtszeit begann am 1. November 2021 und endet am 31. Oktober 2026.
Die letzten Gemeinderatswahlen ergaben folgende Sitzverteilungen:
| Partei | 2021 | 2016 |
| ------ | ---- | ---- |
| SPD    | 6    | 7    |
| HBL    | 4    | –    |
| Grüne  | 1    | −    |
| CDU    | –    | 4    |

### Bürgermeister
Der Gemeinderat wählte das Gemeinderatsmitglied Wolfgang Harling (SPD) zum ehrenamtlichen Bürgermeister für die aktuelle Wahlperiode.

### Wappen
Das Wappen zeigt auf rotem Grund, der die Farbe des Landes Niedersachsen darstellt, einen silbernen Schrägbalken, der für die hellen Wege (Sandwege) bzw. Heerwege der Gemeinde steht, die dieser ihren Namen gaben. Auf dem silbernen Balken wiederum findet sich ein blauer Wellenschrägbalken, der für den Fluss Wümme steht. Vorn oben ist ein silbernes Spitznagelkreuz, das für das Bistum Verden steht, dargestellt. Hinten unten ist eine silberne Eichel abgebildet, die die Waldbestände in der Gemeinde symbolisiert.

## Kultur, Sehenswürdigkeiten, Infrastruktur

### Bauwerke
- Wohn- und Wirtschaftsgebäude Dorfstraße 13 von 1740 in Fachwerk und mit reetgedecktem Krüppelwalmdach
- Wohn- und Wirtschaftsgebäude Am Bruch 7 von 1798 in Fachwerk und mit ziegelgedecktem Krüppelwalmdach
- Wohn- und Wirtschaftsgebäude Stelle 5 von 1793 in Fachwerk mit reetgedecktem Krüppelwalmdach und Niedersachsengiebel

### Allgemein
- Verwaltung im Rathaus der Samtgemeinde Sottrum
- Gemeindebüro (Bürgermeistersprechstunde)
- Gemeindebücherei
- Freiwillige Feuerwehr Hellwege
- Flugplatz Weser-Wümme in Hellwege

### Bildungs- und Sozialeinrichtungen
- Krippe Hellwege, Bremer Damm 1

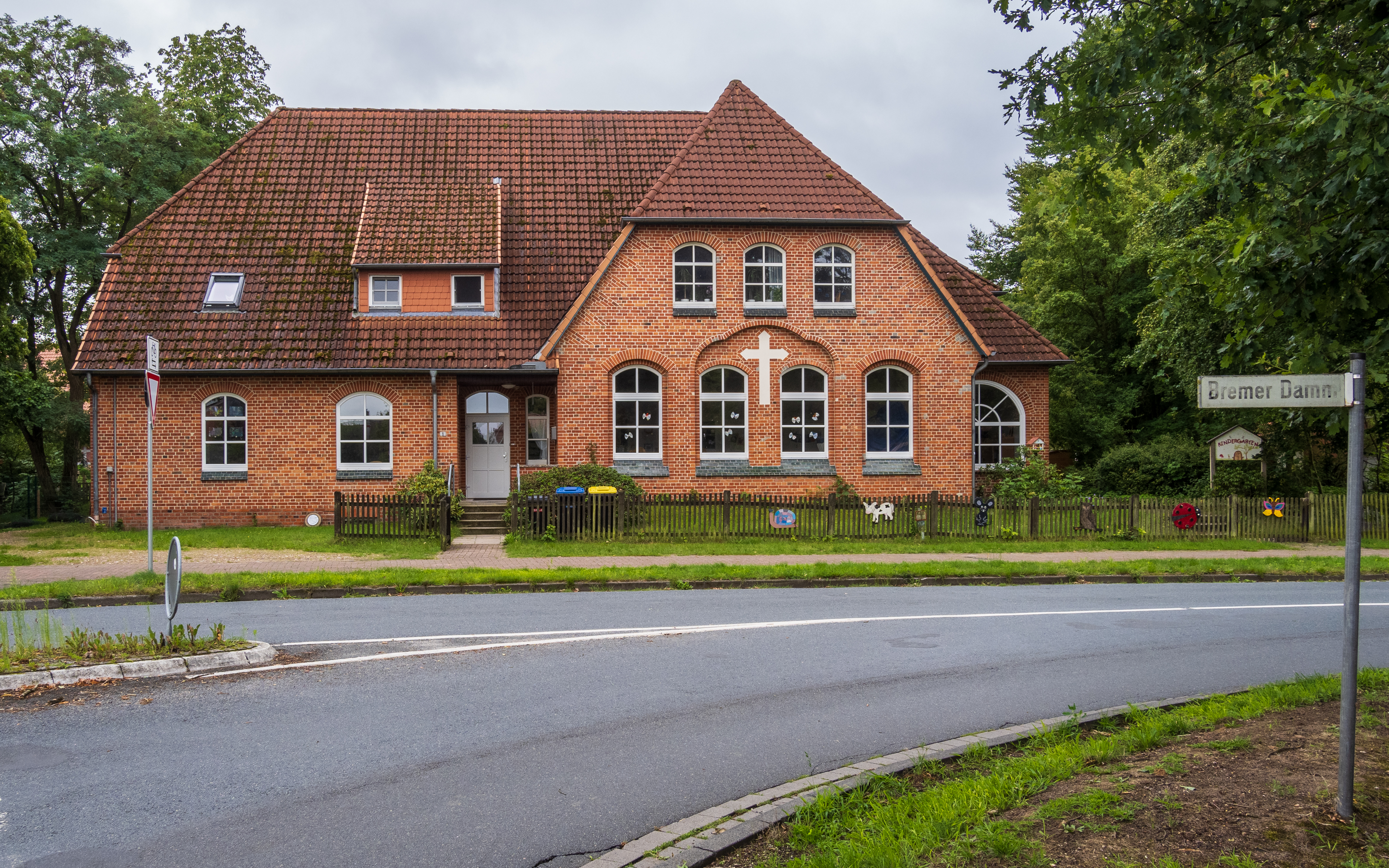
Kindergarten und Krippe in Hellwege

- Kindergarten Hellwege, Bremer Damm 1
- Hort in Ahausen
- Grundschule in Ahausen, Verdener Weg 3
- Weiterführende Schulen in Sottrum

### Kirchgemeinde
- Evangelische Kirchengemeinde Ahausen im Kirchenkreis Rotenburg (Wümme): Kirche Ahausen, Kapelle Eversen, Kapelle Hellwege mit Gut Stelle und Kapelle Unterstedt sowie ein Teil von Haberloh.

### Vereine
- Angelverein
- DRK-Ortsverein
- Förderverein der Grundschule Ahausen
- Reservisten Kameradschaft (RK) Hellwege-Posthausen
- Schützenverein Hellwege von 1966
- Turn- und Sportverein (TUS) Hellwege von 1924
- Flugsportgruppe Airbus-Bremen

## Persönlichkeiten
- Heinrich Benjes (* 1936), Lehrer, Landschaftsgärtner und niederdeutscher Autor, lebt in Hellwege